# Physical Review Letters
A Physical Review Letters (angol rövidítéssel PRL) egy 1958-as alapítású lektorált fizikai szakfolyóirat. Kiadója az Amerikai Fizikai Társaság, mely a folyóiratot heti rendszerességgel, évente 52-szer adja közre. A tudománymetrikai számai alapján az egyik legtekintélyesebb fizikai kiadvány. Témái a fizikai alapkutatás legtöbb ágát, és azok határterületeit lefedik. Testvérlapjai a Physical Review folyóiratcsalád tagjai, melyek jellemzően részletesebb írásokat és összefoglalókat közölnek.
Nyomtatott formában is kiadják, ezen kívül van online és CD-verziója is.

## Tartalma
A Physical Review Letters sok tudományos szakfolyóirathoz hasonlóan a cikkeket, közleményeket külön-külön is értékesíti, azok egyesével is hozzáférhetők. A tartalomjegyzéke szerinti csoportosítás megadja a folyóirat fő témáit:
- általános fizika: statisztikus fizika, kvantummechanika, kvantuminformatika stb.,
- gravitáció és asztrofizika,
- elemi részecskék és kvantumtérelmélet,
- magfizika,
- atom-, és molekulafizika és optika,
- nemlineáris dinamika, áramlástan, klasszikus optika stb.,
- plazmafizika, lézerek,
- kondenzált anyagok fizikája: anyagtudomány stb.,
- kondenzált anyagok fizikája: félvezetők, elektromos jellemzők stb.,
- polimerek, biofizika, határterületek.

## Tudománymetrikai adatai
| Mérőszám                                                | 2015     |
| ------------------------------------------------------- | -------- |
| Összes publikáció                                       | 2544     |
| Impaktfaktor (hatástényező)                             | 7,645    |
| Az impaktfaktor ötéves átlaga (five-year impact factor) | 7,326    |
| Közvetlenségi index (immediacy index)                   | 2,212    |
| Az idézések felezési ideje (cited half-life)            | 9,4      |
| EigenFactor-pontszám                                    | 0.820280 |
| A cikkek hatása (Article Influence Score)               |          |
| 1. 2. 3. 4.                                             |          |

## Fordítás
Ez a szócikk részben vagy egészben  a   Physical Review Letters című angol Wikipédia-szócikk ezen változatának fordításán alapul.  Az eredeti cikk szerkesztőit annak laptörténete sorolja fel. Ez a jelzés csupán a megfogalmazás eredetét és a szerzői jogokat jelzi, nem szolgál a cikkben szereplő információk forrásmegjelöléseként.